# Sněžka
A Sněžka (csehül), Śnieżka (lengyelül), vagy Schneekoppe (németül) 1603 méteres magasságával Csehország, valamint az Óriás-hegység legmagasabb pontja. Mivel az Óriás-hegység (Karkonosze) a Szudéták központi része, így egyben a Szudétavidék legmagasabb kiemelkedése is, amely a cseh-lengyel határon fekszik. A hegy északi oldala Lengyelországhoz, déli fele Csehországhoz tartozik. 1945-ig a csúcs Németország része volt, így a legmagasabb pontja volt Poroszországnak, valamint a Német-középhegységnek is. A hegy tetején napjainkban meteorológiai állomás, Lőrinc-kápolna (Laurentiuskapelle), drótkötélpálya-állomás és egy postahivatal található. A csúcs nevének jelentése Havas-csúcs, vagy Havas-hát.

## Fekvése
A hegy meredeken emelkedik ki a hegység fő tömegéből, és aránylag szabályos csúcsa van. Az alkotó kőzete gránit. A felső 500 méter már teljesen csupasz, ugyanis az már az erdőhatár felett található. Mivel az hegység legmagasabb pontja, ezért uralja a táj látképét mind a cseh, mind a lengyel oldal felől. A hegycsúcs igen népszerű, főként nyáron. A megközelítést mindkét oldalról libegő segíti, amelynek segítségével a lengyel oldalról 1377 méter tengerszint feletti magasságig, míg a cseh oldalról közvetlenül a csúcsra lehet feljutni.

## Éghajlat
A csúcs környékének klímája hasonlít a tajga éghajlathoz. Hosszú, hideg és csapadékos tél jellemzi, sok hóval, valamint rövid, hűvös nyár. Az átlagos évi középhőmérséklet 0,2 °C, igen szeles és ködös a hegy teteje. Pont az éghajlati különlegesség miatt meteorológiai állomás található a Sněžkán.

## Történelem

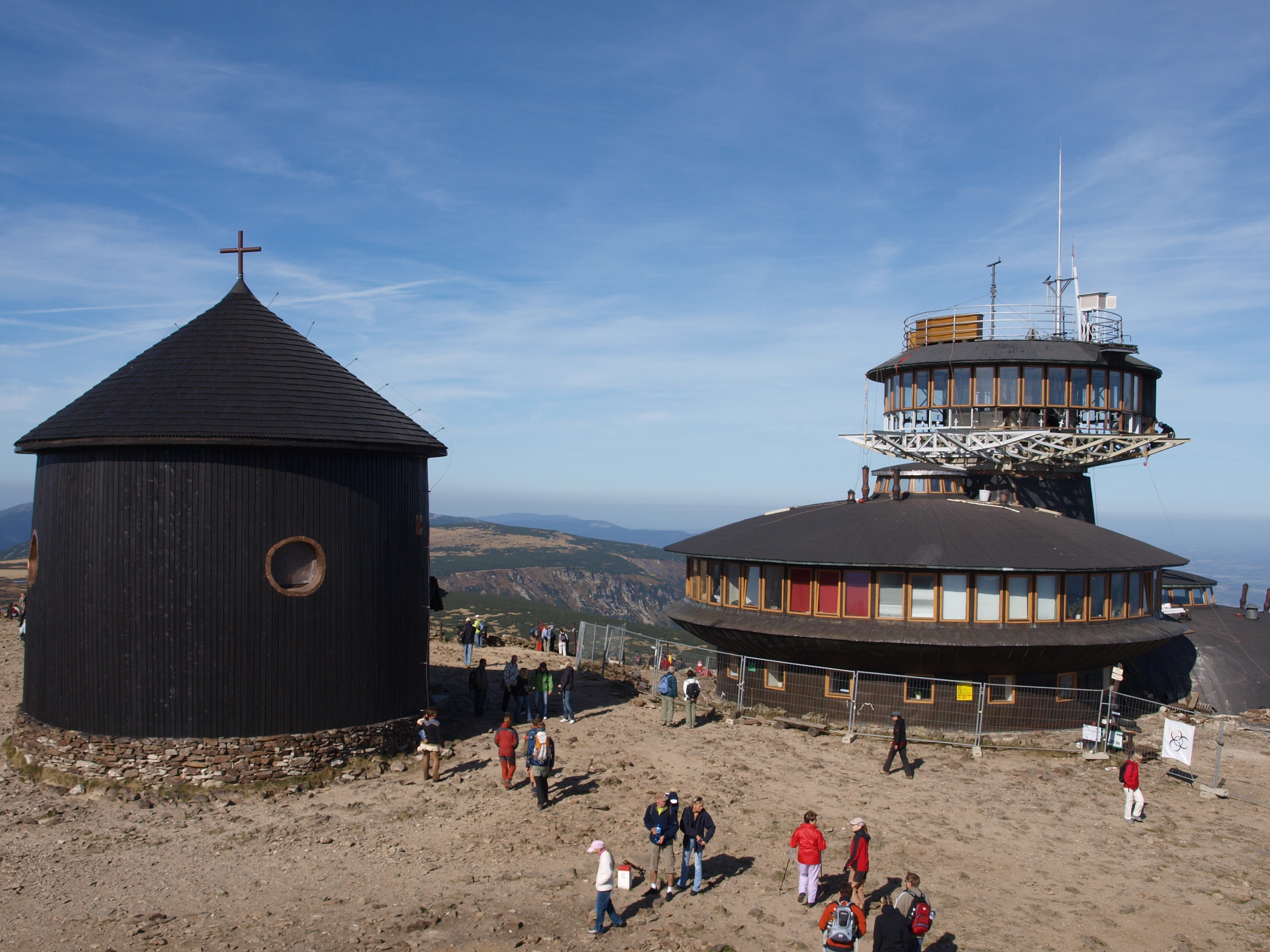
A kápolna és az állomás a csúcson

A csúcs első megmászását a 15. században dokumentálták, amikor is 1456-ban egy ismeretlen velencei kereskedő drágaköveket keresve jutott fel a hegyre. A barokk stílusban épült Lőrinc-kápolnát (Laurentiuskapelle) az ismert sziléziai nemesi család, a Schaffgotsch család emeltette 1665-1681 között. III. Frigyes Vilmos porosz király feleségével 1800-ban megmászta a csúcsot, amikor is az Óriás-hegységben túráztak. 4 évvel később, 1804-ben a későbbi amerikai elnök, John Quincy Adams is feljutott az akkoriban Poroszországhoz tartozó, Schneekoppe nevet viselő hegyre. 1828-ban egy varsói diák, Józef Odrowąż-Pieniążek egy kirándulás során életét vesztette a hegyen. Ennek emlékét őrzi a kápolna falán egy emléktábla.
1949 óta vezet a csúcsra a cseh Pec pod Sněžkou településről egy svájci licenc alapján épült libegő. Az 1990-es évek óta állandó gond volt az elavult technika, valamint a nemzeti park igénye alapján az ökológiai terhelés csökkentése. Ennek középpontjában a látogatószám mérséklése állott. 2007 óta az újjáépített ülőlift kapacitása 250 személy/óra.
2009 márciusában a lengyel oldalon felépített meteorológiai állomás az erős havazás, a nagy szél és a strukturális hibák miatt megsérült, ezért azt kiürítették.

## Megközelítése
- A cseh oldal felől vagy a libegővel Pec pod Sněžkou településről indulva, vagy a faluból a kék színű jelzésen gyalogolva.
- A lengyel oldalról Karpacz faluból szintén ülőlifttel feljuthatunk 1377 méter magasságig, majd innen gyalog folytathatjuk utunkat a csúcsig. Ezen kívül még más gyalogutakon is megmászhatjuk a csúcsot Karpaczból kiindulva, amelyek változatos nehézségűek.

## Galéria

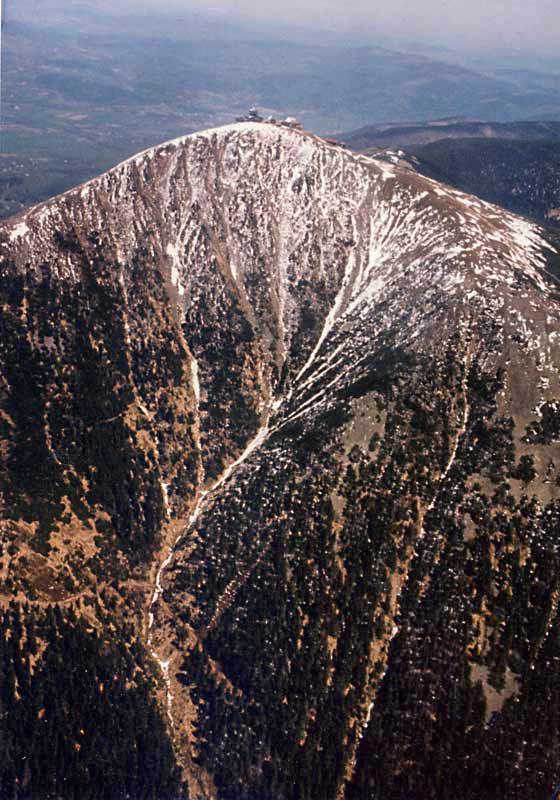
Légifelvétel a csúcsról
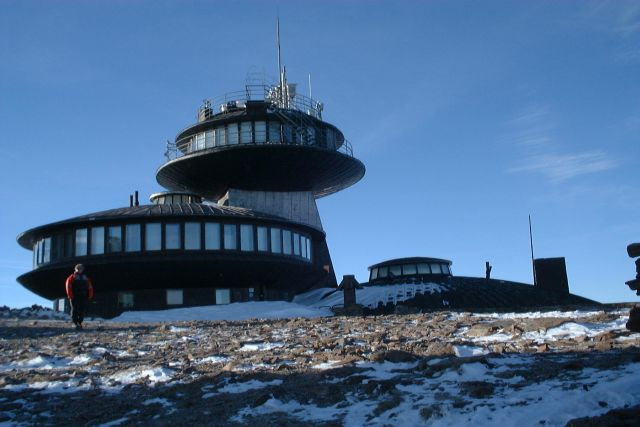
A meteorológiai állomás
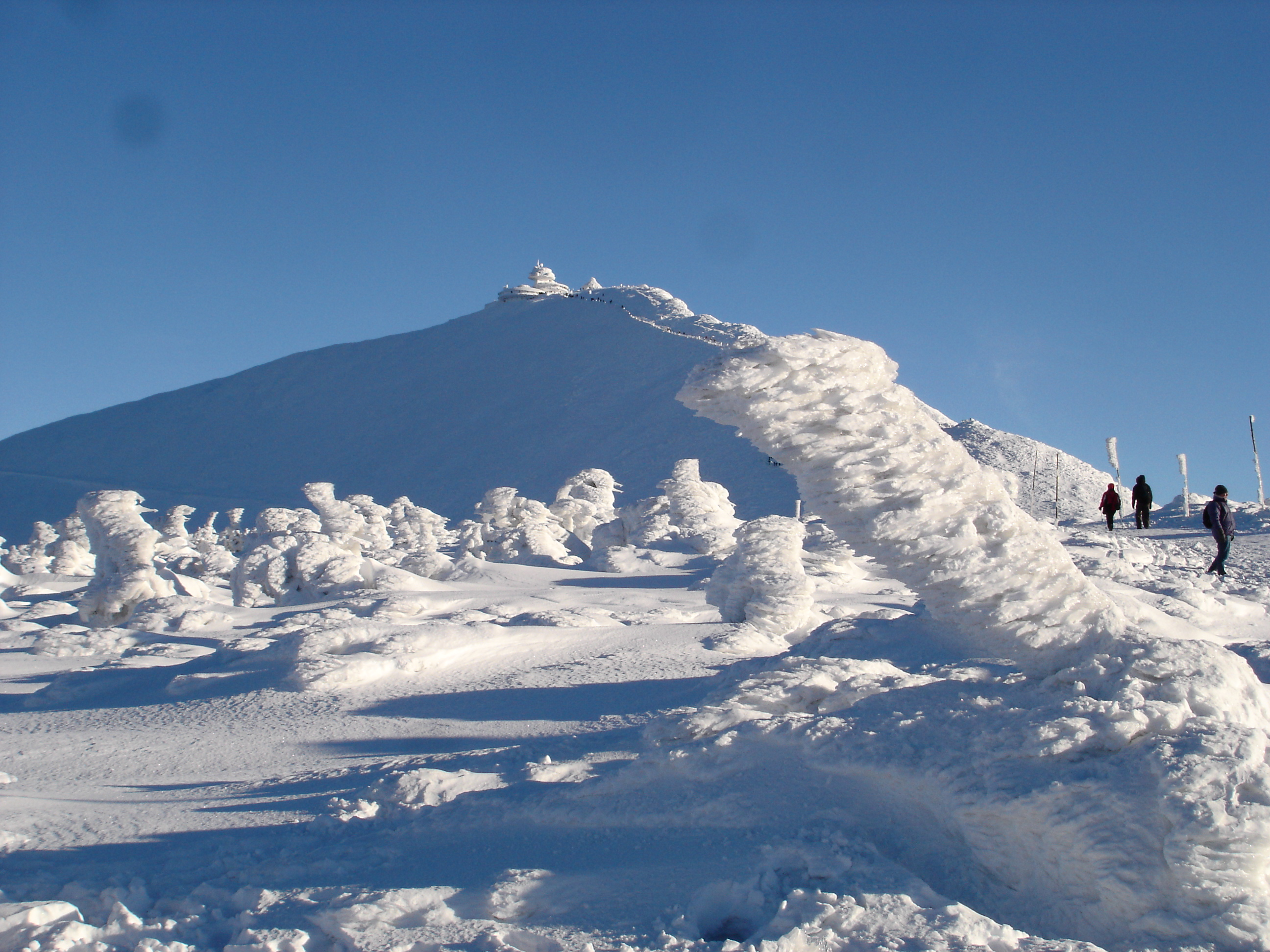
A téli Sněžka
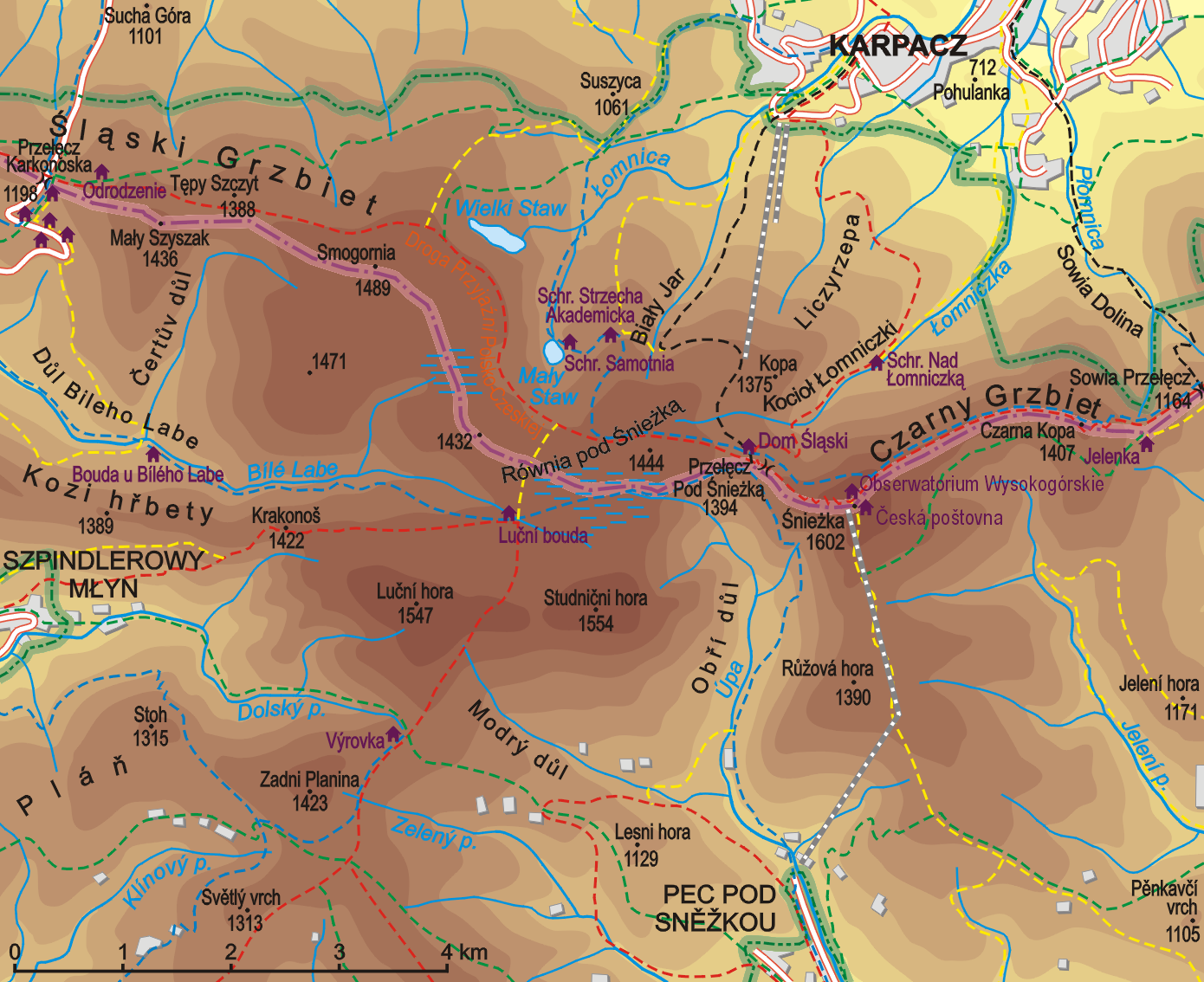
Térkép

### Fordítás
Ez a szócikk részben vagy egészben a Schneekoppe című német Wikipédia-szócikk ezen változatának fordításán alapul.  Az eredeti cikk szerkesztőit annak laptörténete sorolja fel. Ez a jelzés csupán a megfogalmazás eredetét és a szerzői jogokat jelzi, nem szolgál a cikkben szereplő információk forrásmegjelöléseként.